# گیلس مولر
 گیلس مولر (انگلیسی: Gilles Müller؛ زاده ۹ مهٔ ۱۹۸۳) یک تنیس‌باز اهل لوکزامبورگ است.